# Chiến dịch bài trừ văn hóa đồi trụy, phản động
Chiến dịch bài trừ văn hóa đồi trụy, phản động là một phong trào do nhà nước Việt Nam phát động tại miền Nam Việt Nam vào tháng 5 năm 1975, kéo dài nhiều năm sau đó, nhằm tiêu hủy các loại sách báo, văn hóa phẩm mà họ xem là đồi trụy, phản động.

## Diễn biến
Ngày 23/5/1975, tại Sài Gòn, chính quyền bắt đầu phát động chiến dịch bài trừ văn hóa đồi trụy, phản động. Lực lượng chủ yếu tham gia chiến dịch này là thanh niên đã diễu hành đi qua các đường phố và hô khẩu hiệu đả đảo văn hoá ngoại lai, đồi truỵ, mất gốc, phản động. Các đội thanh niên đã tịch thu được hàng vạn cuốn sách bị xem là đồi trụy, phản động. Dân chúng, các nhà sách và những người kinh doanh sách cũng đã giao nộp rất nhiều sách cho lực lượng thanh niên. Học giả Nguyễn Hiến Lê kể lại trong hồi ký của mình rằng thanh niên "vào mỗi nhà, thấy sách Pháp, Anh là lượm, bất kỳ loại gì; sách Việt thì cứ tiểu thuyết là thu hết, chẳng kể nội dung ra sao" và "tất cả các ấn phẩm (sách, báo) của bộ Văn hóa ngụy, kể cả các bản dịch tác phẩm của Lê Quí Ðôn, thơ Cao Bá Quát, Nguyễn Du; tự điển Pháp, Hoa, Anh cũng bị đốt".
Ngày 26/10/1975, báo Sài Gòn Giải phóng đăng danh sách 56 tác giả mà các tác phẩm của họ bị cấm lưu hành vì bị xem là đồi trụy, phản động gồm Phan Nhật Nam, Nguyễn Mạnh Côn, Nguyễn Ngọc Huy, Nguyên Vũ, Lê Xuyên, Võ Phiến, Nhã Ca, Chu Tử, Doãn Quốc Sỹ, Thanh Tâm Tuyền, Mai Thảo, Dương Nghiễm Mậu, Hồ Hữu Tường, Tạ Tỵ, Vũ Hoàng Chương, Đinh Hùng...
Các sách bị tịch thu đa số bị đốt hoặc được đem đến nhà máy giấy để tái chế. Một số ít sách bị tịch thu được một số người bán ra thị trường chợ đen. Các sách này được bày bán công khai trên các vỉa hè ở Sài Gòn. Tuy nhà nước Việt Nam đã có nhiều nỗ lực bài trừ các loại sách báo, văn hóa phẩm mà họ cho là đồi trụy, phản động nhưng nhiều năm sau đó các loại sách báo, văn hóa phẩm này vẫn được mua bán trên thị trường chợ đen.